# Chandra Davis
Chandra Davis (* 2. Januar 1978 in Detroit, Michigan), alias London Charles (Model-Pseudonym) oder Deelishis (Künstler-Pseudonym), ist ein US-amerikanisches Model, Sängerin und ehemalige Teilnehmerin der Reality Show Flavor of Love des Musiksenders VH1, durch die sie als Gewinnerin der 2. Staffel einer breiteren Öffentlichkeit bekannt wurde.

## TeilnahmeFlavor of Love 2(2006)
siehe Flavor of Love, 2. Staffel

## Arbeit als Model
Davis arbeitet als Model für Eye Candy Modeling und trat in diversen Musikvideos auf, wie in Paul Walls Break 'Em Off (featuring Lil Keke) und BET's Rip the Runway. Sie erschien ebenfalls in Busta Rhymes’ Musikvideo für Touch It (Remix). Darüber hinaus war sie auf der Titelseite des Smooth-Magazins in der Aprilausgabe 2007 sowie auf dem Cover des Black Men-Magazins in der Septemberausgabe 2007. Im Jahre 2008 war sie im Musikvideo zu Lil Waynes Lollipop zu sehen.

## Musikkarriere
Davis startete ihre musikalische Laufbahn 2007 mit ihrer Debüt-Single Rumpshaker mit begleitendem Musikvideo aus dem Album "Love, Deelishis" (2007). Zu dieser Single erschien ein Remix mit der Rapperin Trina.
Als Antwort auf die Wahl des US-Präsidenten Barack Obama erschien 2008 die Single The Movement über das soziale Netzwerk MySpace.

## Diskografie

### Alben
- "Love, Deelishis" (2007)[4]

### Singles
- "Rumpshaker" (2007)
- "Rumpshaker (Remix)" feat. Trina (2007)
- "The Movement" (2008)